# Список умерших в 1383 году

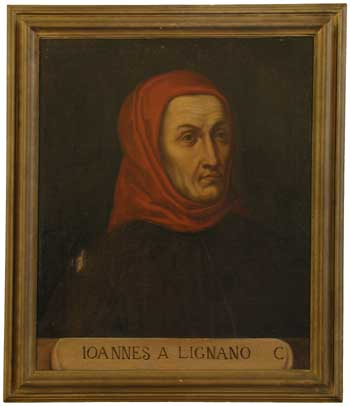
Джованни да Леньяно

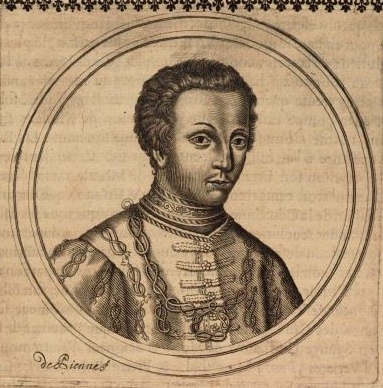
Амадей VI

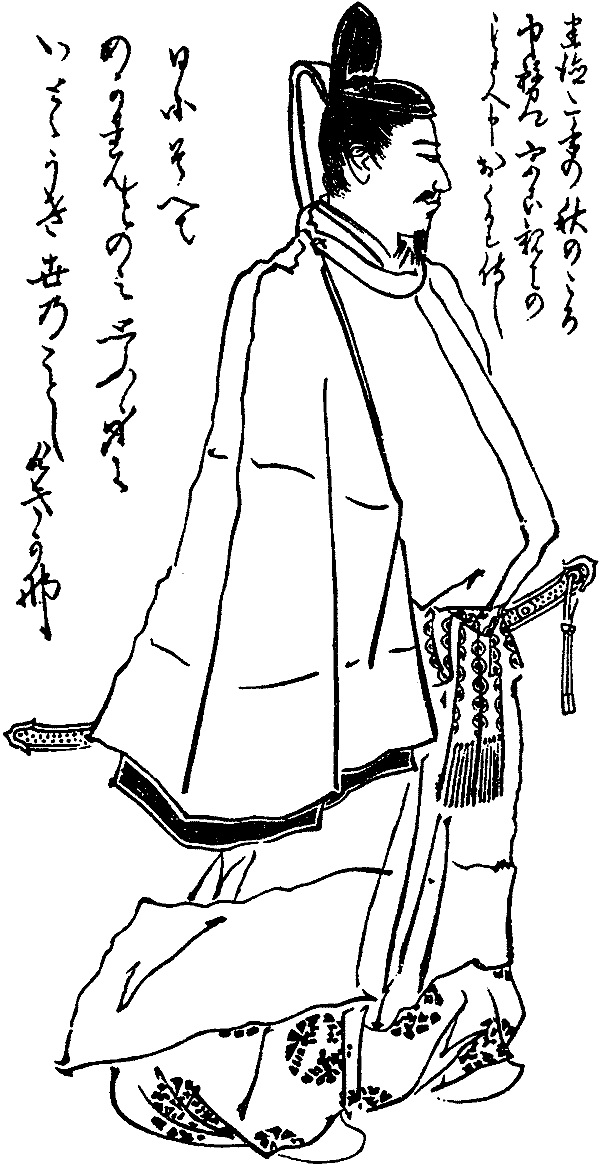
Принц Канейоши

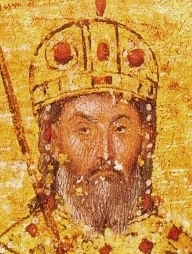
Иоанн VI Кантакузин

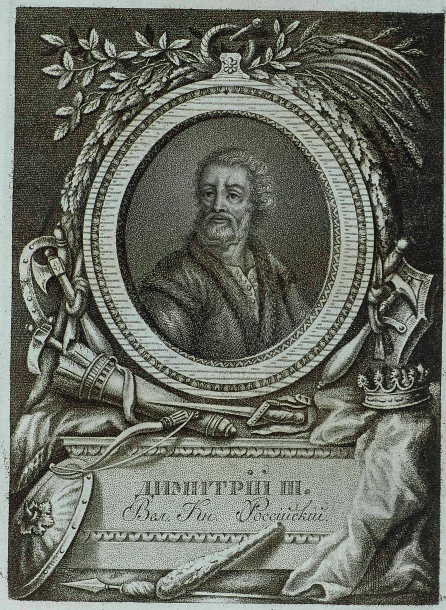
Дмитрий Константинович

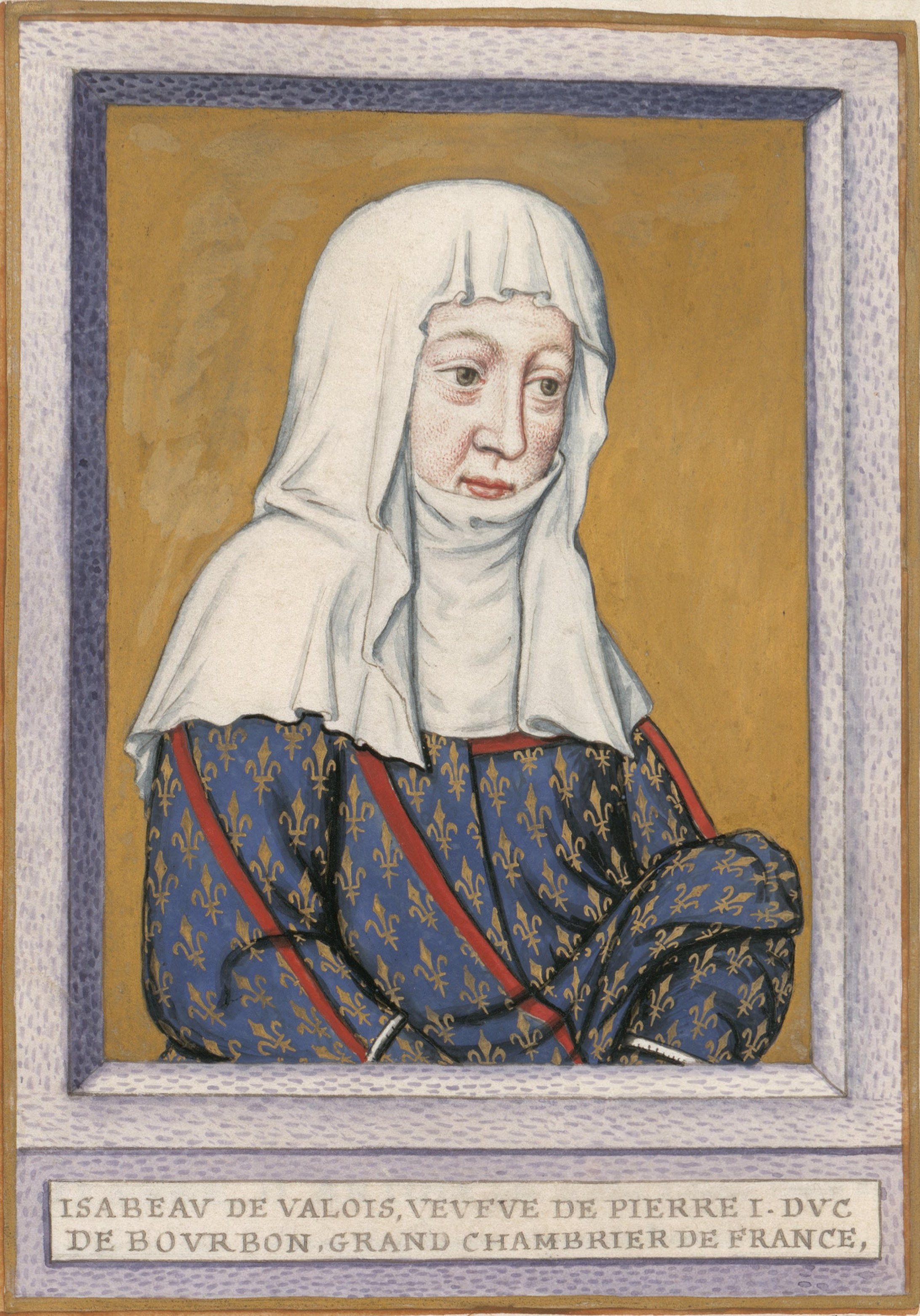
Изабелла Валуа

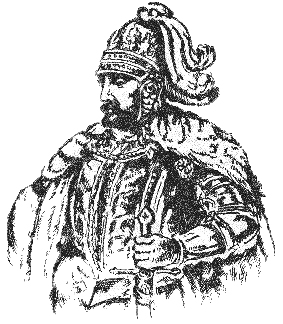
Любарт Гедиминович

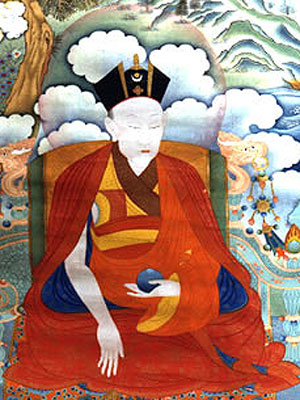
Ролпе Дордже

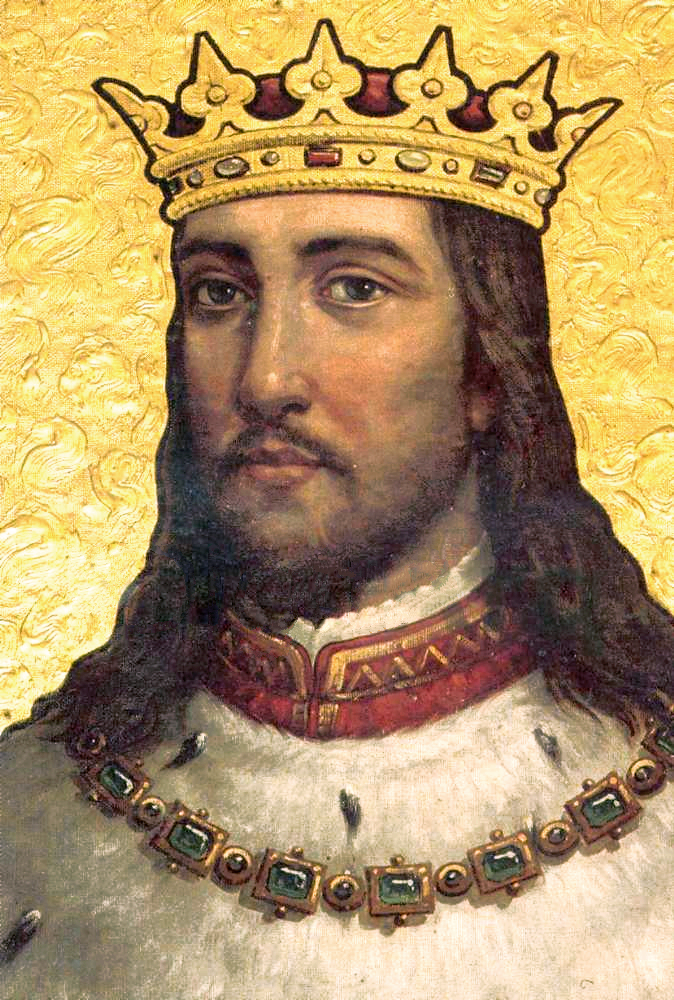
Фернанду I

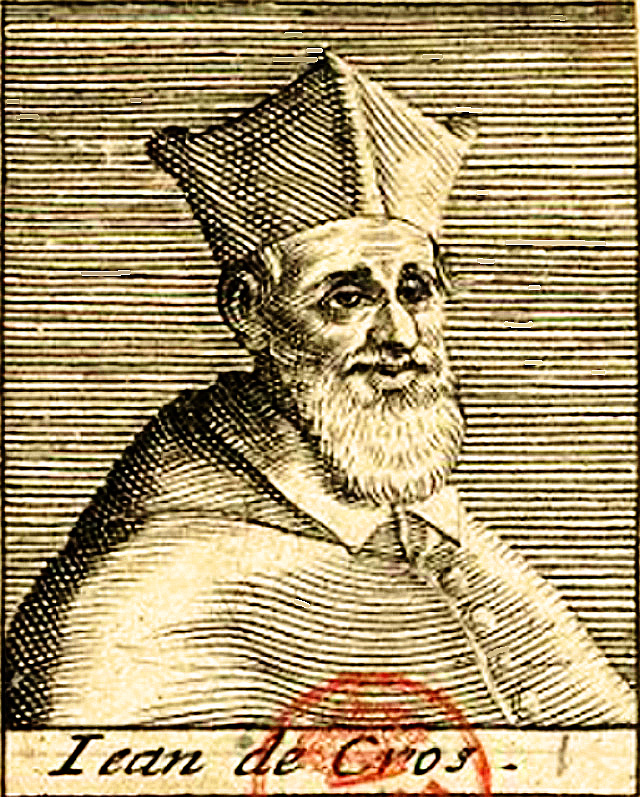
Жан де Крос

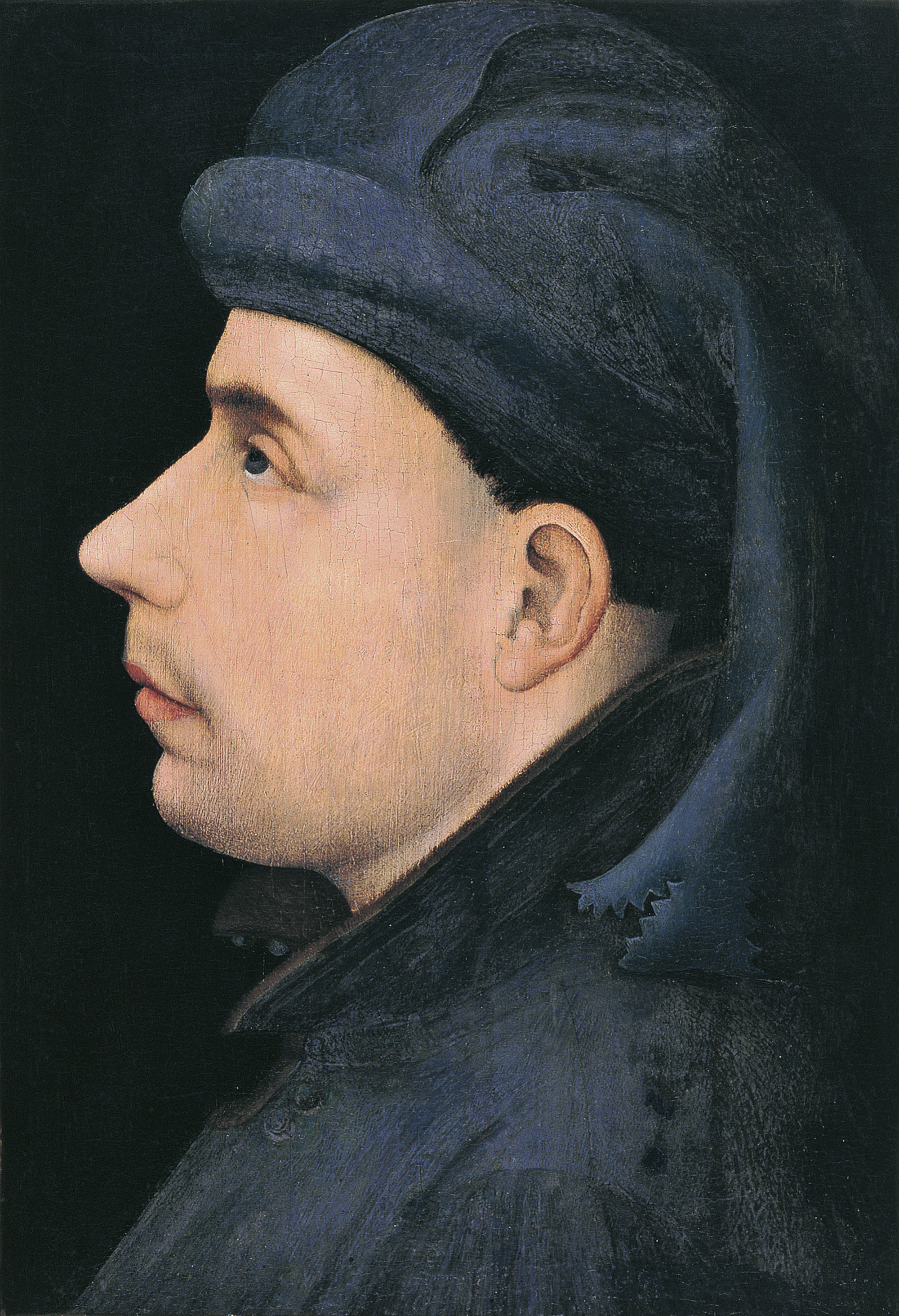
Венцель I

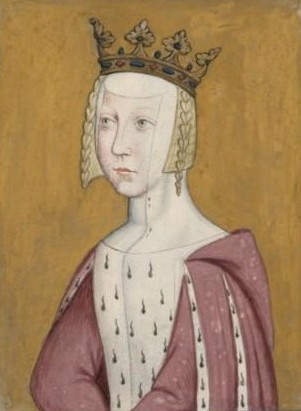
Беатриса де Бурбон

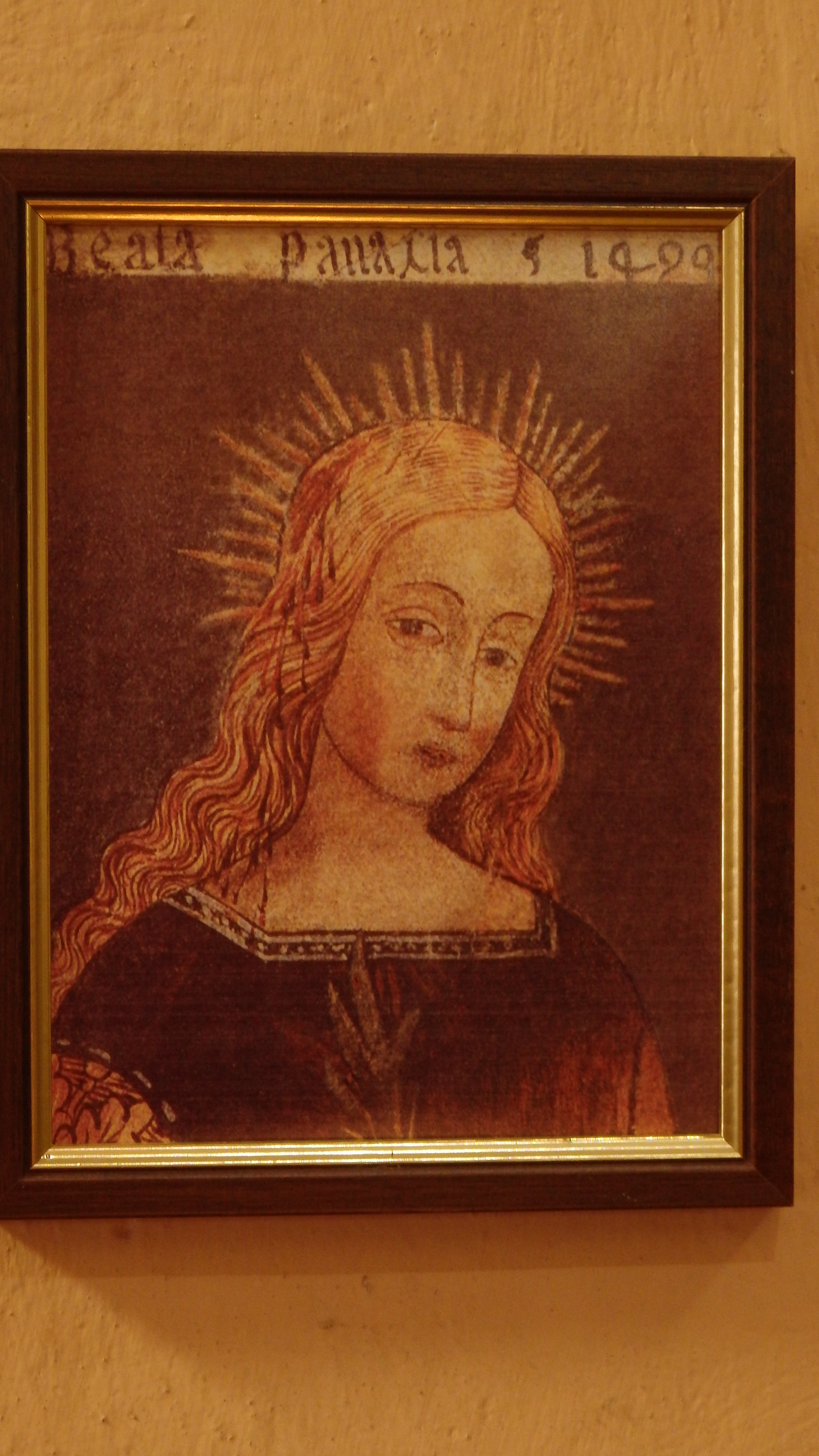
Панацея Де Муцци

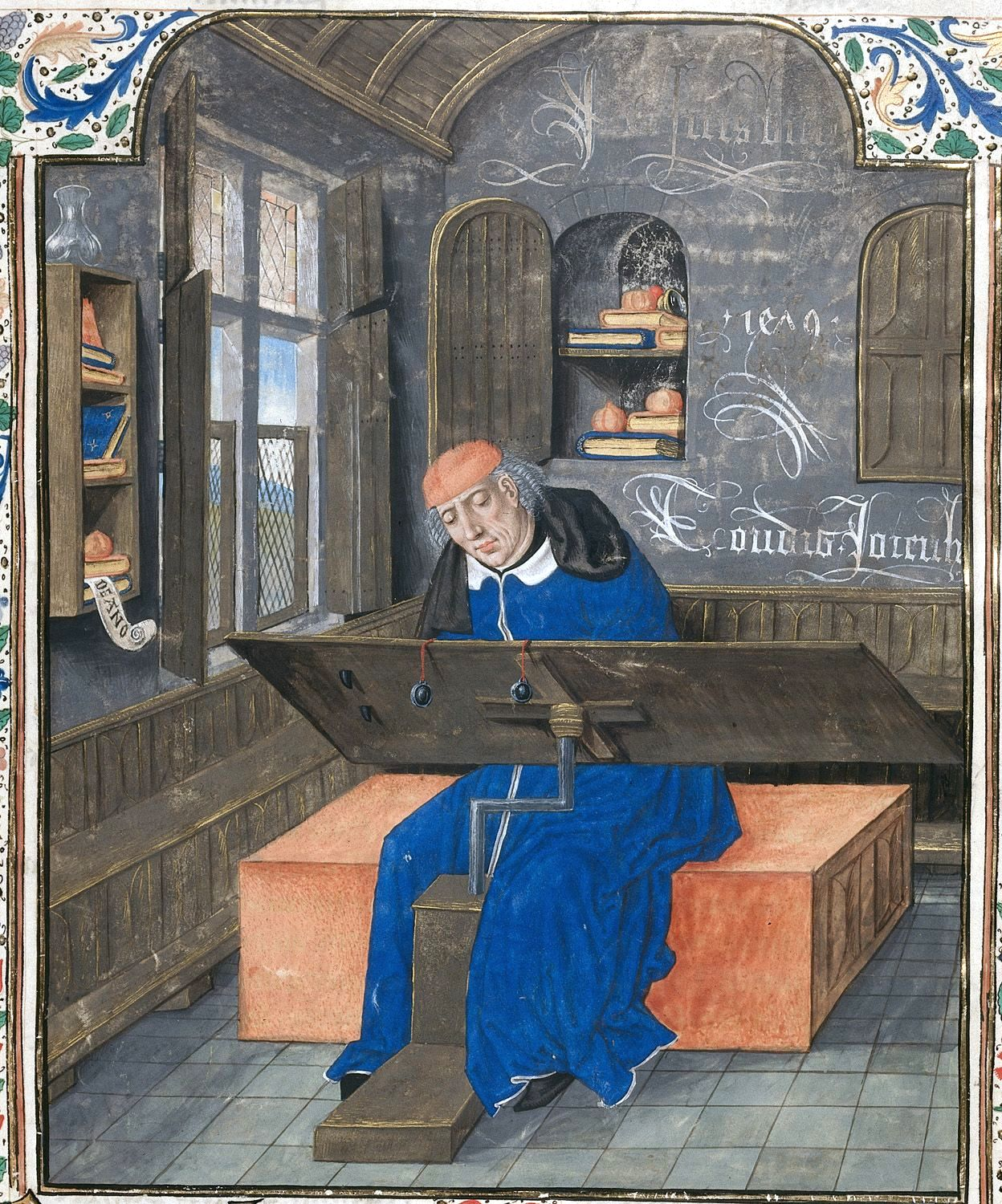
Симон де Хесдин

В этой статье представлен список известных людей, умерших в 1383 году.
См. также: Категория:Умершие в 1383 году

## Январь
- 12 января — Джон де Моубрей (17) — английский аристократ, 5-й барон Моубрей (1368—1383) и 6-й барон Сегрейв (1375—1383), 1-й граф Ноттингем (1377—1383).
- 19 января — Николас Бёрнелл — английский аристократ, 1-й барон Бёрнелл  (1350—1383) (2-я креация).

## Февраль
- 10 февраля — Агнеса Дураццо[итал.] — дочь герцога Дураццо Карла, правительница-консорт Вероны (1363—1375) как жена Кансиньорио делла Скала, титулярная императрица-консорт Латинской империи (1382—1383) как жена Жака де Бо
- 13 февраля — Рауль де Треаль[фр.] — епископ Ренна (1364—1383)
- 16 февраля — Джованни да Леньяно[итал.] — итальянский юрист

## Март
- 1 марта — Амадей VI Зелёный (49) — граф Савойский (1343—1383).
- 3 марта — Угоне III — судья (юдекс) Арбореи (1376—1383); убит вместе с единственной дочерью и наследницей Бенедеттой[итал.] восставшими горожанами.
- 11 марта — Биргер Грегерссон[швед.] — архиепископ Уппсалы и примас Швеции (1366—1383)

## Апрель
- 10 апреля — Гаспар I де Монтмайор[фр.] — французский дворянин, маршал Савойского графства (1363—1383)
- 12 апреля — Уильям Фёрниволл (56) — английский аристократ, 4-й барон Фёрниволл (1365—1383).
- 24 апреля — Генрих III Мекленбургский — герцог Мекленбург-Шверин (1379—1383); умер в результате несчастного случая на турнире в Висмаре
- 30 апреля — Принц Канейоши[англ.] — японский принц сын Императора Го-Дайго, сёгун (правитель) Кюсю (1336—1372) от Южного Двора

## Июнь
- 13 июня — Пьер-Раймон де ла Баррьер[фр.] — епископ Леона (1360—1361), епископ Туля (1361—1363), епископ Мирпуа(1363—1377), епископ Отёна (1377—1379), псевдокардинал Санти-Марчеллино-э-Пьетро (1379—1383)
- 15 июня — Иоанн VI Кантакузин — император Византии (1347—1354); постригся в монахи.
- 21 июня — Лалле II Кампонески[итал.] — итальянский дворянин, граф Монтеодоризьо и Монторио-аль-Вомано, губернатор Л’Акуила и великий коннетабль Неаполитанского королевства; убит (отравлен)

## Июль
- 5 июля — Дмитрий Константинович — князь Суздальский (1356—1383), великий князь Суздальско-Нижегородский (1365—1383), великий князь Владимирский (1360—1363) (последний Владимирский князь не из Москвы).
- 17 июля — Жак де Бо — последний титулярный император Латинской империи (1373—1383), князь Тарентский (1374—1383), князь Ахейский (1380—1383)
- 22 июля — Сикар д'Амбре де Лотрек[фр.] — епископ Агда и граф Агда (1354—1371), епископ Безье (1371—1383)
- 26 июля — Изабелла Валуа — дочь Карла Валуа, герцогиня-консорт де Бурбон (1341—1356), жена Пьера I де Бурбона.
- 31 июля  — Бенедетто Ардингелли[итал.] — епископ Кастеланеты (1378—1383)

## Август
- 3 августа — Виттекинд фон Шадксберг[нем.] — епископ Миндена (1369—1383)
- 4 августа — Любарт Гедиминович  — литовско-русский князь, младший сын Гедимина. Князь луцкий (ок. 1323—1324, 1340—1383), любарский (восточноволынский) (1323—1340), великий князь волынский (1340—1366, 1370—1383), князь галицкий и волынский (1340—1349), галицкий (1353—1354, 1376—1377), последний правитель единого Галицко-Волынского княжества
- 13 августа — Габриэле Адорно — дож Генуэзской республики (1363—1370), персонаж оперы Джузеппе Верди «Симон Бокканегра».
- 21 августа — Ролпе Дордже — Кармапа IV (1340—1383), глава школы карма-кагью тибетского буддизма.
- 23 августа — Элизабет ле Стрейндж, английская аристократка, 6-я баронесса Стрейндж из Блэкмера в своём праве (suo jure) (1375—1382).

## Сентябрь
- 24 сентября — Альберт V (III) фон Пуххайм[нем.] — австрийский дворянин, советник, военный, государственный деятель, дипломат
- Бертукат д'Альбре[англ.] — средневековый наёмный рыцарь, лидер бандитской армии во время Столетней войны
- Рудольф IV — граф Габсбург-Лауфенбург, ландграф Клеттгау (1337—1383), наместник Тироля (1373)
- Элизабет Гонзага[итал.] — графиня-консорт Габсбург-Лауфенбург (1354—1383), жена Рудольфа IV

## Октябрь
- 16 октября — Беатриса Мортимер — английская аристократка, младшая дочь Роджера Мортимера, 1-го графа Марча, жена Эдуарда Норфолкского (1328—?), жена Томаса Брюэса, 1-го барона Брюэса (1337—1361).
- 18 октября — Рабан Трухзес фон Вильбургштеттен[нем.] — князь-епископ Айхштета (1365—1383)
- 22 октября — Фернанду I Прекрасный (37) — король Португалии (1367—1383), последний представитель Бургундской династии.

## Ноябрь
- 2 ноября — Бенедетто Черретани[итал.] — епископ Гроссето (1349—1383)
- 5 ноября — Теодерих фон Абенсберг[нем.] — епископ Регенсбурга (1381—1383)
- 21 ноября — Жан де Крос[фр.] — епископ Лиможа (1347—1371), кардинал-священник Санти-Нерео-эд-Акиллео (1371—1376), апостольский пенитенциарий (1373—1383) кардинал-епископ Палестрины (1376—1383) (с 1379 — псевдокардинал)
- 22 ноября — Генрих III фон Брандис[нем.] — епископ Констанца (1357—1383)

## Декабрь
- 6 декабря:
  - Жоао Фернандеш де Андейро[порт.] — галисийский и португальский дворянин, граф Андейро, сыгравший очень значительную роль в политических событиях Португалии в последней четверти xiv века, любовник королевы Португалии Леоноры Телеш де Менезеш; убит повстанцами;
  - Мартино де Замора[порт.] — архиепископ Браги (1372—1373), епископ Силвиша (1371—1379), епископ Лиссабона (1379—1383); убит повстанцами.
- 7 декабря — Венцель I (46) — граф Люксембурга (1353—1354), первый герцог Люксембурга (1354—1383), герцог Брабанта по праву жены (1355—1383)
- 23 декабря — Беатриса де Бурбон — дочь Людовика I де Бурбон, королева-консорт Чехии и графиня-консорт Люксембурга (1334—1346), жена Иоганна Люксембургского.
- 24 декабря — Хью Дакр — английский аристократ, 4-й барон Дакр (1375—1383).
- 30 декабря — Гильом де Шанак[фр.] — епископ Шартра (1368—1371), епископ Манда (1371), кардинал-священник Санти-Витале-Валерия-Джервазио-э-Протазио (1371—1383), кардинал-епископ Фраскати (1383)

## Дата неизвестна или требует уточнения
- Алеом Буастель[фр.] — архиепископ Тура (1380—1382)
- Альбрехт I («Солёный Герцог») — герцог Брауншвейг-Люнебурга, князь Грубенхагена (1361—1383).
- Джон Бёрли, английский рыцарь, кавалер ордена Подвязки (1377).
- Ван Лу — китайский художник, писатель, поэт времён империи Мин.
- Вильгельм I фон Изенбург- Браунсберг[англ.] граф Изенбург-Браунсберг (1327—1383) С 1338 года — имперский граф
- Джованни Гадди — живописец итальянского проторенессанса.
- Герхард III — граф Хойя (1334—1389)
- Деламар, Джон[англ.] — английский рыцарь, строитель замка Нунни в Сомерсете
- Джаттапоне[итал.] — итальянский архитектор
- Жоффруа Ле Марек[фр.] —  епископ Корнуая (1357—1383)
- Збылут из Усоши[пол.] — епископ влоцлавский (1364—1383).
- Ибрагим ибн Рамазан, представитель династии Рамазаногуллары, правитель бейлика (эмирата) Рамазаногуллары (1354—1384).
- Конрад IV фон Ханау[нем.] — принц-настоятель монастыря Фульд (1373—1383); убит.
- Матфей Кантакузин — император-соправитель Византии (1353—1357), совместно с Иоанном VI Кантакузином (1353—1354) и Иоанном V Палеологом (1353—1357); деспот Мореи (1380—1383).
- Никколо III далле Карчери — триарх Эвбеи (центральная часть) (1358—1383), герцог Наксоса (1371—1385); убит во время охоты людьми сеньора Милоса Франческо I Криспо
- Николас де Бидма[исп.] — епископ Хаэна (1368—1378, 1381—1383), епископ Куэнки (1378—1381)
- Оже V д’Англюр — сеньор д’Англюр и д’Эстож, участник Столетней войны на стороне Франции.
- Панацея Де Муцци[итал.] (15) — блаженная римско-католической церкви; убита мачехой
- Питер Моули, 4-й барон Моули[нем.] — барон Моули[англ.] (1355—1383)
- Раадхафати Мальдивская[англ.] — султан Мальдивских островов (1383); передала трон мужу.
- Раду I — воевода Валахии (1377—1383)
- Симон де Хесдин[фр.] — французский монах и переводчик с латинского языка
- Соккате Таунгу[англ.] — аванский губернатор Таунгу (1379—1383); убит
- Тило Кульмский — прусский священник, автор поэмы о «Семи печатях».